# Ceregnano
Ceregnano là một đô thị ở tỉnh Rovigo ở vùng Veneto của Ý, có khoảng cách khoảng 60 km về phía tây nam của Venezia và khoảng 8 km về phía đông nam của Rovigo. Tại thời điểm ngày 31 tháng 12 năm 2004, đô thị này có dân số 3.951 người và diện tích là 30 km².
Ceregnano giáp các đô thị: Adria, Crespino, Gavello, Rovigo, Villadose.